# Gowthampura, Sagar
Gowthampura là một làng thuộc tehsil Sagar, huyện Shimoga, bang Karnataka, Ấn Độ.